# كيث أولي
كيث أولي هو لاعب هوكي الجليد كندي، ولد في 11 يونيو 1989 في Rouleau, Saskatchewan ‏ في كندا.

## وصلات خارجية
- كيث أولي على موقع دوري الهوكي الوطني (الإنجليزية)
- كيث أولي على موقع EliteProspects.com (الإنجليزية)
- كيث أولي على موقع Eurohockey.com (الإنجليزية)
- كيث أولي على موقع HockeyDB.com (الإنجليزية)
- كيث أولي على موقع Hockey-Reference.com (الإنجليزية)